# Sixth form college
Sixth form college, o universidad de sexto grado o escuela preuniversitaria (en España equivale al Bachillerato) es una institución educativa donde los estudiantes de entre 16 y 19 años estudian normalmente para obtener calificaciones avanzadas de nivel postescolar, como A Levels, Business and Technology Education Council nivel 3 (BTEC) y el Diploma de Bachillerato Internacional o calificaciones de nivel escolar, como exámenes del Certificado General de Educación Secundaria (GCSE) y calificaciones de nivel 2 BTEC. En muchos países, este tipo de instituto educativo se conoce como junior college . El gobierno municipal de la ciudad de París utiliza la frase "sixth form college" como nombre en inglés para un lycée (escuela secundaria). 
En Inglaterra y el Caribe, la educación es actualmente obligatoria hasta el final del año 13, el año escolar en el que el alumno cumple 18 años  En el sistema educativo estatal inglés, los alumnos pueden permanecer en una escuela secundaria con un sexto grado adjunto, transferirse a una universidad local de sexto grado o ir a una escuela superior de educación superior más vocacional, aunque en algunos lugares no todas estas opciones están disponibles. Algunos lugares sólo ofrecen universidades terciarias, una "combinación" entre escuelas de sexto grado y escuelas superiores. En el sector independiente, incluidas las escuelas públicas, los sextos cursos son una parte integral de las escuelas secundarias, y también hay una serie de universidades independientes de sexto curso de menor escala. En Gales, la educación sólo es obligatoria hasta el final del año 11.
Los estudiantes de sexto curso universitario suelen estudiar durante dos años (conocidos como años 1 y 2 (años 13 y 14 en Irlanda del Norte) o sexto inferior y sexto superior). Algunos estudiantes presentan exámenes AS al final del primer año y exámenes A-level al final del segundo. Estos exámenes se denominan CAPE (Caribbean Advanced Proficiency Examination) en el Caribe. También se han agregado al plan de estudios una variedad de cursos vocacionales.
Actualmente hay más de 90 universidades de sexto curso en Inglaterra y Gales, como por ejemplo, la Sixth Form College de Farnborough. La mayoría de ellos obtienen resultados extremadamente buenos en las clasificaciones de exámenes nacionales. Además, ofrecen una gama más amplia de cursos a un costo por estudiante menor que la mayoría de las escuelas de sexto grado. En algunas zonas, las autoridades administran escuelas de sexto grado que funcionan como colegios universitarios pero están completamente bajo el control de las autoridades educativas locales. A diferencia de las universidades de educación superior, las universidades de sexto grado rara vez aceptan estudiantes a tiempo parcial o imparten clases nocturnas, aunque hay un internado de sexto curso, Peter Symonds College, que acepta estudiantes de las Islas Malvinas para sexto curso.